# Nu är julen slut
Nu är julen slut är en pop-låt och en digital singel av den svenske artisten Olle Ljungström som släpptes 4 januari 2019. Den skrevs och spelades in i samband med Ljungströms sista musikalbum Måla hela världen (2017), men släpptes inte tillsammans med det albumet.

## Låtlista
1. "Nu är julen slut" (3:19)